# Таратута, Михаил Анатольевич
Михаи́л Анато́льевич Тарату́та (родился 2 июня 1948, Москва) — советский и российский журналист, американист. Автор и ведущий популярных программ «Америка с Михаилом Таратутой» и «Русские горки».

## Биография
Михаил Анатольевич Таратута родился 2 июня 1948 года в Москве. 1972 году окончил Московский государственный педагогический институт иностранных языков им. Мориса Тореза (ныне — Московский государственный лингвистический университет) по специальности «переводчик-референт» (со знанием английского и шведского языков).
В 1970 году, еще будучи студентом, был отправлен в Египет, где был переводчиком советского военного советника. В 1972 году (по окончании института) был призван в армию, став офицером-переводчиком в Бангладеш.
С 1974 года Михаил работал на Иновещании, пройдя все ступени от редактора до заместителя заведующего отделом радиовещания на США.
С 1988 по 1999 год Михаил Таратута работал в США, сначала в качестве заведующего корреспондентским пунктом Гостелерадио в Сан-Франциско, а затем автора популярной программы «Америка с Михаилом Таратутой». В общей сложности им было подготовлено около 1000 репортажей о США.
С 1999 года Таратута работает в России.
С 1999 по 2001 год М. Таратута — автор и ведущий программы «Русские горки», выходившей сначала на канале НТВ, а затем на канале РТР.
2000—2001 — зам. генерального директора по телевидению и радиовещанию телекомпании МИР.
2003—2005 — профессор кафедры общей социологии в Высшей школе экономики
2005—2011 — продюсер, автор и ведущий цикла документальных фильмов «Америка, с которой нам жить».
Фильмы:
- «Майями. Понаехали тут… в Майями» (к вопросу о расизме и этнической толерантности)
- «Сан Франциско. Иммигранты» (иммиграция, как идеологическая, социальная и нравственная основа Соединенных Штатов)
- «Лас-Вегас. От притона к семейному отдыху» (о том, как большой бизнес откупал город у бандитов)
- «Новый Орлеан. Коррупция на фоне джаза» (история борьбы с коррупцией)
- «Питтсбург. Карнеги и другие» (история благотворительности в США)
- «Санта Фе. Под колесом истории» (вчера и сегодня индейцев Америки).

2013 — главный редактор интернет портала «Ветер»
2014 — ведущий программы «Друзья и враги России» на р/с «Коммерсант. ФМ»
2018 — работа над фильмом «Политобозреватели советской эпохи»
2018—2019 — автор колонки в рубрике «Свободная тема» в газете «Московский комсомолец»
С 2000 — автор книг о США, а также статей на международные темы в различных СМИ, выступления в качестве эксперта на радио, в прессе, а также в ведущих телевизионных политических ток-шоу.
2020 — автор и ведущий фильма «США 2020: Накануне». О причинах и следствиях раскола в американском обществе.
2020 — автор и ведущий фильма «США 2020: Охота на президента». О движении сопротивления правлению Дональда Трампа.
2025 — автор фильма «Америка, которую они потеряли». Об общественном кризисе в США в канун второго президентства Дональда Трампа.

## Семья
Жена — Марина, адвокат (корпоративное и семейное право).
Дочь — Екатерина Таратута, сценарист, переводчик, журналист.
Зять — Владислав Дружинин, режиссёр.
Брат — Емельян Захаров, бизнесмен

## Фильмография
- Америкэн бой — камео